# Günter Haufe (Chemiker)
Günter Haufe (* 1949) ist ein deutscher Chemiker (Organische Chemie), der Hochschullehrer an der Universität Münster war. Er wurde Ende September 2017 in den Ruhestand versetzt.
Haufe studierte an der Universität Leipzig, an der er 1975  promoviert wurde und sich 1985 habilitierte. 1986 war er an der Universität Lyon I (Claude Bernard), ab 1988 Dozent in Leipzig und ab 1991 Professor für Organische Chemie in Münster.
Er war Gastprofessor an der Universität Lyon I, an der University of Florida in Gainesville (2002), an der Adam-Mickiewicz-Universität in Poznań und an der Universität Rouen.
Haufe befasste sich mit Fluororganischer Chemie (selektive Halogenierungsmethoden, selektive Synthese fluorierter Naturstoffanaloga, Tracer für Positronenemissionstomographie), Totalsynthese von Naturstoffen, Synthese und Reaktionen von mittelgroßen Ringsystemen, nichtaromatischen Ringsystemen (Aliphatische Kohlenwasserstoffe, Alicyclische Verbindungen) und bioorganischer Chemie (Transformationen mit Mikroorganismen und enzymatische Synthesemethoden).

## Schriften
- mit Gerhard Mann:  Chemistry of alicyclic compounds : structure and chemical transformations, Elsevier 1989
- Herausgeber mit Alain Tressaud:  Fluorine and health : molecular imaging, biomedical materials and pharmaceuticals, Elsevier 2008